# Gianni Raimondi

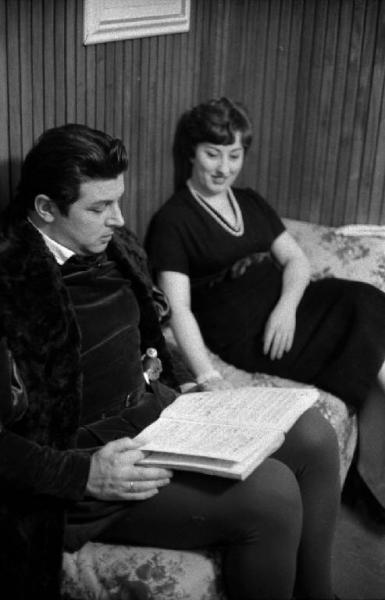
Gianni Raimondi und Gabriella Carturan, 1957

Gianni Raimondi (* 17. April 1923 in Bologna; † 19. Oktober 2008 in Pianoro) war ein italienischer Opernsänger (Tenor).

## Leben
Er studierte Gesang in Mantua. Sein Debüt gab er 1947 in Budrio (BO) als Herzog von Mantua in Rigoletto von Giuseppe Verdi. 1948 sang er den Ernesto in Don Pasquale von Gaetano Donizetti. Danach trat er an vielen italienischen und ausländischen Bühnen auf.
Der Durchbruch erfolgte 1956 als Alfredo in Verdis La traviata an der Seite von Maria Callas an der Mailänder Scala. An der Seite der „Göttlichen“ sang er auch den Percy in Donizettis Anna Bolena und den Edgardo in Lucia di Lammermoor.
Seine volle und tönende Stimme als lyrischer Tenor mit warmem und kraftvollem Timbre erlaubten ihm Auftritte in I puritani von Vincenzo Bellini, im Guglielmo Tell von Gioachino Rossini, in La favorita von Donizetti und in La Bohème von Giacomo Puccini, Letzteres 1963 an der Scala, dirigiert von Herbert von Karajan.
Er war einer der wenigen lyrischen Tenöre seiner Zeit, der sich auf das Theater Rossinis und Donizettis einlassen konnte, wenn nicht durch Stiltreue, so durch die Stärke seiner Stimme, vor allem in der höheren Tonlage.
Im Alter von 79 Jahren zog Gianni Raimondi sich vom Bühnenleben zurück. Nach 45 Jahren Bühnenleben lehrte er im kleinen Ort Budrio südlich von Mailand an der Akademie der Scala. Er ist bei Opernfreunden in Asien sehr geschätzt; es gab Fans aus Japan und Korea, die ihm von Aufführung zu Aufführung folgten.

## Diskografie
- Gaetano Donizetti: Anna Bolena. Ital. Gesamtaufnahme, Live Mailänder Scala, 14. April 1957. EMI 1997.
- Vincenzo Bellini: I Puritani. Ital. Gesamtaufnahme, Live Mailänder Scala, RAI, 24. Oktober 1959. MYTO 2009.
- Giuseppe Verdi: La Traviata. Gesamtaufnahme, Deutsche Grammophon, Neuausgabe auf CD, 2007.
- Giacomo Puccini: La Boheme. Verfilmte Aufnahme von 1963, Dirigent Herbert von Karajan, Deutsche Grammophon, DVD, 2006.